# Loi d'Arrhenius
 (décembre 2019).
Si vous disposez d'ouvrages ou d'articles de référence ou si vous connaissez des sites web de qualité traitant du thème abordé ici, merci de compléter l'article en donnant les références utiles à sa vérifiabilité et en les liant à la section « Notes et références ».
Ne doit pas être confondu avec Loi de mélange d'Arrhenius.

Constante de vitesse en fonction de la température. Dans presque tous les cas pratiques, et augmente rapidement en fonction de.

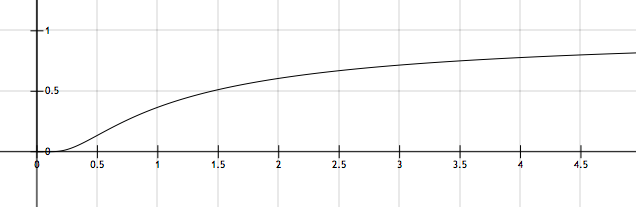
Mathématiquement, à très haute température telle que, plafonne et tend vers, mais ce cas n'arrive pas sous des conditions pratiques.

En cinétique chimique, la loi d'Arrhenius établit la dépendance de la vitesse d'une réaction chimique à la température. Cette loi est énoncée par Svante A. Arrhenius en 1889 dans son article intitulé « On the reaction velocity of the inversion of cane sugar by acids ». Cependant, elle n'est universellement acceptée par ses contemporains que vers 1910. La loi d'Arrhenius est vérifiée expérimentalement par un grand nombre de réactions chimiques ; toutefois, toutes les réactions ne suivent pas cette loi, comme les réactions enzymatiques.
La loi d'Arrhenius est une loi empirique. Elle a pris par la suite une grande importance théorique car compatible avec la théorie des collisions et celle du complexe activé d'Eyring et Polanyi en 1935. Cette approche théorique permet d'obtenir l'équation d'Eyring, qui présente des similitudes avec la loi d'Arrhenius.

## Énoncés
La loi d'Arrhenius s'écrit :
avec :
- {\displaystyle k} coefficient de vitesse (ou constante de vitesse), positive ;
- {\displaystyle T} température en K (kelvin) ;
- {\displaystyle {\frac {\mathrm {d} \ln k}{\mathrm {d} T}}} dérivée du logarithme népérien du coefficient de vitesse par rapport à la température ;
- {\displaystyle R} constante universelle des gaz parfaits (en joule par mole et par kelvin) ;
- {\displaystyle E_{\text{a}}} énergie d'activation d'Arrhenius donnée en J·mol-1 (en joule par mole).

En supposant que {\displaystyle E_{\text{a}}} ne dépende pas de la température, ce qui est une hypothèse raisonnable uniquement sur un intervalle de température limité, la loi d'Arrhenius s'intègre en :
où {\displaystyle A} est le facteur pré-exponentiel (appelé aussi facteur de fréquence) tenant compte de la fréquence des collisions et des effets stériques. 
En première approximation le facteur pré-exponentiel ne dépend pas de la température. Des mesures plus précises effectuées sur une large plage de température montrent que {\displaystyle A} fait intervenir un facteur en {\displaystyle T^{1/2}} ou {\displaystyle T^{3/2}} selon les cas. {\displaystyle A} a la même unité que le coefficient de vitesse {\displaystyle k}.
La forme de la loi d'Arrhenius montre que la valeur de l'énergie d'activation a l'importance prépondérante sur la variation de la vitesse des réactions en fonction de la température : la vitesse de réaction est d'autant plus sensible à la température que l'énergie d'activation est plus grande.

## Ordre de grandeur de l'énergie d'activation
Un grand nombre de réactions chimiques ont une énergie d'activation comprise entre 40 et 130 kJ/mol. Cependant certaines réactions ont des énergies d'activation faibles, voire proche de zéro, (par exemple des réactions entre ions ou radicaux) et d'autres ont des valeurs plus importantes comme supérieures à 200 kJ mol−1. Dans la plage de valeur précitée, lorsque la température augmente de 10 °C, le coefficient de vitesse est multiplié par un facteur 2 à 3. 
Exemples de réactions en phase gazeuse :
- NO + Cl2 → NOCl + Cl ; {\displaystyle E_{\text{a}}} = 85 kJ/mol ;
- C4H6 + C2H4 → C6H10 (cyclohexène) ; {\displaystyle E_{\text{a}}} = 115 kJ/mol ;
- 2 HI → H2 + I2 ; {\displaystyle E_{\text{a}}} = 184 kJ/mol ;
- C4H8 (cyclobutane) → 2 C2H4 (éthylène) ; {\displaystyle E_{\text{a}}} = 262 kJ/mol.

## Interprétation
Chaque terme de la loi d'Arrhenius possède une interprétation. On note {\displaystyle N_{\mathrm {A} }} la constante d'Avogadro, et on signifie par choc bien orienté un choc entre particules sous un angle pouvant mener à une réaction.
- Le facteur pré-exponentiel {\displaystyle A} est le nombre de chocs bien orientés par seconde entre réactifs - chaque collision pouvant mener à une réaction ou laisser les réactifs intacts. On comprend alors qu'il augmente avec l'agitation des particules et donc la température.
- L'exponentielle {\displaystyle \mathrm {e} ^{\frac {-E_{\text{a}}}{RT}}}, comprise entre 0 et 1, est la probabilité pour un choc bien orienté de conduire à une réaction réussie.
- Le coefficient de vitesse {\displaystyle k} est le produit du nombre total de chocs bien orientés par la probabilité que le choc donne lieu à une réaction ; {\displaystyle k} est alors le nombre de chocs réussis.
- L'énergie d'activation {\displaystyle E_{\text{a}}}, est une énergie molaire, et la quantité {\displaystyle E_{\text{a}}/N_{\mathrm {A} }} peut être interprétée comme l'énergie minimale que doit posséder une particule pour réagir.